# Ignacy Skowron
Ignacy Skowron (ur. 24 lipca 1915 w Osinach, zm. 5 sierpnia 2012 w Sitkówce) – major Wojska Polskiego, zmarł jako ostatni z obrońców Westerplatte, kawaler Orderu Virtuti Militari.

## Życiorys
Był synem Jana i Klary z Rudników. Miał dwóch braci i siostrę. Skończył trzy oddziały szkoły powszechnej w Pierzchnicy. Przed powołaniem do wojska pracowal dorywczo w gospodarstwach rolnych, a od 1936 pracował w młynie „Kłos” koło Kadzielni.
W marcu 1938 roku został powołany do 4 pułku piechoty Legionów (Kielce-Bukówka). We wrześniu został oddelegowany do szkoły podoficerskiej na Bukówce, którą ukończył w marcu 1939 roku Na Westerplatte przybył 31 marca 1939 jako starszy legionista. 20 maja 1939 awansowany do stopnia kaprala. W czasie obrony walczył w wartowni nr 2. Z niewoli jenieckiej ze Stalagu I A w okolicach Królewca został zwolniony 5 listopada 1940 z powodu choroby. Zamieszkał z żoną i rocznym dzieckiem w Radkowicach koło Chęcin, pracując w gospodarstwie teściów. 15 października 1941 podjął pracę w kolejnictwie jako robotnik fizyczny.
Rozpoczął też działalność konspiracyjną, najpierw w Związku Walki Zbrojnej, później Armii Krajowej. Informował o transportach niemieckich i przemieszczaniu się wojsk.
Po wojnie ukończył 7-klasową szkołę podstawową w Kowali. W październiku 1951 został toromistrzem i na tym stanowisku pracował do przejścia na emeryturę w 1975. W 1989 otrzymał nominację na stopień podporucznika w stanie spoczynku, a w następnych latach uzyskał kolejne awanse aż do stopnia majora.
Od śmierci żony Anny Lisek z Radkowic w 2000 mieszkał wraz z córką i zięciem w Sitkówce koło Kielc. Miał sześcioro dzieci: Genowefę (ur. 1939), Leokadię (ur. 1941), Zdzisława (ur. 1943), Teresę (ur. 1948), Tadeusza (ur. 1951) i Stanisława (ur. 1955).
Zmarł w wieku 97 lat. Uroczystości pogrzebowe odbyły się 8 sierpnia 2012, w kościele parafialnym w Brzezinach. Pochowany został na cmentarzu parafialnym w Brzezinach.

## Odznaczenia
- Krzyż Srebrny Orderu Wojennego Virtuti Militari – 1989
- Krzyż Oficerski Orderu Odrodzenia Polski – 2009[5]
- Krzyż Kawalerski Orderu Odrodzenia Polski – 1974
- Medal „Za udział w wojnie obronnej 1939” – 1981;
- Srebrny Medal „Zasłużonym na Polu Chwały”
- Medal za Odrę, Nysę, Bałtyk – 1960
- Medal Zwycięstwa i Wolności 1945 – 1945
- Medal za Długoletnie Pożycie Małżeńskie – 1988
- Odznaka Grunwaldzka – 1947
- Odznaka Weterana Walk o Niepodległość – 1995
- Odznaka „Za zasługi dla ZKRPiBWP”
- Odznaka Honorowa „Za zasługi dla Miasta Gdańska” – 1984
- Medal „Za zasługi dla Kielecczyzny”
- Medal 1000-lecia Miasta Gdańska – 1997